# Smionica
Smionica är en ort i Bosnien och Hercegovina.   Den ligger i entiteten Federationen Bosnien och Hercegovina, i den centrala delen av landet, 100 km nordväst om huvudstaden Sarajevo. Smionica ligger 606 meter över havet och antalet invånare är 276.
Terrängen runt Smionica är kuperad. Närmaste större samhälle är Mrkonjić Grad, 19,7 km väster om Smionica. 
Omgivningarna runt Smionica är en mosaik av jordbruksmark och naturlig växtlighet. Runt Smionica är det ganska tätbefolkat, med 93 invånare per kvadratkilometer.